# Charles Sheaffer
Charles Miller Sheaffer, ml. (St. Davids, SAD, 6. prosinca 1904. – Bryn Mawr, SAD, 28. kolovoza 1989.) je bivši američki hokejaš na travi. 
Osvojio je brončano odličje na hokejaškom turniru na Olimpijskim igrama 1932. u Los Angelesu. Odigrao je dva susreta na mjestu napadača.
Na hokejaškom turniru na Olimpijskim igrama 1936. u Berlinu je odigrao tri susreta na mjestu napadača. SAD su izgubile sva tri susreta u skupini i nisu prošle u drugi krug. Te je godine igrao za Merion Cricket Club.

## Vanjske poveznice
- Profil na Database Olympics